# NGC 7837
NGC 7837 este o galaxie spirală situată în constelația Peștii. A fost descoperită în 29 noiembrie 1864 de către Albert Marth.